# Agelaioides
Se denominan tordos músicos (Agelaioides) a los integrantes de un pequeño género de aves ictéridas compuesto por solo dos especies, las que habitan en hábitats arbustivos y forestales abiertos en ambientes templados y cálidos del nordeste, centro y centro-sur de América del Sur.

## Taxonomía
Especies
Este género se subdivide en 2 especies, de distribución alopátrica:
- Agelaioides badius (Vieillot, 1819) Es el tordo músico grisáceo, abundante en una amplia región del centro y centro-sur sudamericano, especialmente en la cuenca del Plata y sus alrededores.
- Agelaioides fringillarius (Spix, 1824)[1] Es el tordo músico pálido o de la Caatinga, endémico del nordeste brasileño.

Historia taxonómica
Este género fue descrito originalmente en el año 1866 por el ornitólogo y algólogo estadounidense John Cassin. Fue durante décadas rebajado a la categoría de subgénero de Molothrus.
En el año 1937, el  naturalista y ornitólogo austríaco Carl Eduard Hellmayr redefinió al taxón como monoespecífico, al relegar a M. fringillarius a subespecie de M. badius. En esa categoría permaneció por varias décadas, hasta que en el año 1999 Jaramillo y Burke indicaron que el tordo músico de la Caatinga debía merecer nuevamente reconocimiento específico, lo cual fue seguido por la mayoría de los autores posteriores.

## Distribución y hábitat
Sus especies se encuentran desde el nordeste de Brasil, gran parte del Paraguay, el centro y este de Bolivia, y todo el Uruguay hasta el norte y centro de la Argentina.

## Características y costumbres
Entre el extremo apical del culmen y la punta de la cola miden unos 18 cm. En general son de un color bayo amarronado, con más o menos tonalidad grisácea, con patas, pico y área a su derredor de color negruzco y notables secundarias y primarias de las alas rufas, con puntas negras. Cola pardo oscura. 
Vive en bandadas que se comunican por variados patrones sonoros. En sus hábitos reproductivos destaca la cría cooperativa.  

## Hábitats y conservación
Habitan en matorrales y ambientes arbolados abiertos, adaptándose muy bien a ecosistemas alterados por la intervención antrópica: explotaciones agropecuarias, jardines y parques suburbanos, etc. En general son especies bastante comunes, por lo que se las clasifica como de preocupación menor. 
El tordo músico grisáceo es una especie ampliamente comercializada como ave de jaula, lo que la hace potencialmente invasiva, al adaptarse muy bien a ambientes rurales, parques, jardines, y ciudades en zonas de clima templado a tropical. Ya fue avistado grupos en el centro de Chile, en donde la especie encuentra ambientes similares a los del centro argentino. El tordo músico de la Caatinga también es vendido para ave de jaula en las ferias de pájaros, pero de manera local.